# Mateo Peralta
Mateo Gabriel Peralta Píriz (Montevideo, 8 aprile 2006) è un calciatore uruguaiano, centrocampista del Danubio.

## Carriera

### Club
Peralta è cresciuto nel settore giovanile del Danubio dove ha debuttato il 20 febbraio 2024 nell'incontro di Copa Uruguay vinto 1-0 contro il La Luz. Quattro giorni dopo ha esordito anche in Primera División contro il Boston River.

### Nazionale
Ha giocato nella nazionale uruguaiana Under-17.
Nel 2025 ha giocato 7 partite nel campionato sudamericano Under-20.

## Statistiche

### Presenze e reti nei club
Statistiche aggiornate al 19 maggio 2024.
| Stagione        | Squadra         | Campionato      | Campionato | Campionato | Coppe nazionali | Coppe nazionali | Coppe nazionali | Coppe continentali | Coppe continentali | Coppe continentali | Altre coppe | Altre coppe | Altre coppe | Totale | Totale | Totale |
| Stagione        | Squadra         | Comp            | Pres       | Reti       | Comp            | Pres            | Reti            | Comp               | Pres               | Reti               | Comp        | Pres        | Reti        | Pres   | Reti   |        |
| --------------- | --------------- | --------------- | ---------- | ---------- | --------------- | --------------- | --------------- | ------------------ | ------------------ | ------------------ | ----------- | ----------- | ----------- | ------ | ------ | ------ |
| 2024            | Danubio         | PD              | 10         | 0          | CU              | 1               | 0               | CS                 | 3                  | 0                  |             | -           | -           | 14     | 0      |        |
| Totale carriera | Totale carriera | Totale carriera | 10         | 0          |                 | 1               | 0               |                    | 3                  | 0                  |             | -           | -           | 14     | 0      |        |